# Notmark Kirke
Notmark Kirke  eller  Vor Frue Kirke i Notmark Sogn på Als er formentlig bygget omkring år 1200. Kirken er indviet til Vor Frue, dvs. Guds Moder, Jomfru Maria. Der er stadig påmalede indvielseskors indvendig på skibets sydmur og korets nordmur.
Kirketårnet er 13 meter bredt og er formodentlig bygget som fæstning og har måske også været brugt til kornmagasin, således som det var tilfældet med nabokirken Ketting Kirke. Den ældste af tårnets to klokker fra 1442, benyttes kun til sammenringning umiddelbart før gudstjenesten. Den anden er fra 1652 og anvendes til morgen- og aftenringning og til gudstjenestebrug. Denne klokke blev i 1918 afleveret til krigsbrug, men kom aldrig længere end til Sønderborg, hvor den blev fundet efter genforeningen, for senere, i 1921, at blive genophængt.
Præstetavlerne over for indgangen til kirken fortæller blandt andet, at Notmark Sogn fik sin første lutherske præst i 1550. Han hed Cruckow, og både hans søn, sønnesøn og sønnesøns søn efterfulgte ham i embedet. Den sidste Cruckow rev den gamle præstegård ned og byggede i 1688 den nuværende præstegård på den anden side af vejen.
Skibet har bjælkeloft, Koret fik indbygget hvælv i midten af 1400-tallet og er formodentlig blevet udvidet i 1560erne med et ekstra fag, da lensmanden Thomas Sture, ejer af Gammelgård og Helvedgaard døde, og hans grav formodes at være under alteret. Kalkmalerierne i korets vestfag blev kraftigt opmalet i 1907. I sideskibet mod nord hænger den tidligere altertavle et maleri af Jesus under bøn i Getsemane fra 1849-1907, som en kopi af et C. W. Eckersberg maleri fra 1831, hvis original hænger i Havnbjerg Kirke.
Altertavlen er fra 1520'erne er et maleri af Guds Moders himmelkroning af Guds Søn, til venstre, og Gud Fader, til højre. I søjlerne omkring billedet er der skåret fire 18 cm høje kronede helgenindefigurer: øverst til venstre Margrethe (med drage) og nederst Dorothea. Tilhøjre Katharina (øverst) og Barbara. Over søjlerne, i rankeværket, er småfigurer af de fire kirkefædre Ambrosius, Gregor, Hieronimus og Augustin.
Til venstre for himmelkroningen står Johannes Døberen og peger på Guds lam, der bærer verdens synder (Joh 1,36). Til højre står en biskop, måske Odensebispen på den tid, da altertavlen blev sat op. I altertavlens fløje, der engang har kunnet lukkes, findes de tolv apostle.
Korbuekrucifikset på nordvæggen i koret er fra omkring 1525 og har oprindeligt haft sin plads i korbuen. Det blev restaureret i 1999.
Døbefonten, der er samtidig med eller ældre end kirken er en romansk granitfont som har ranker på kummen og hjørnehoveder på den firkantede fod. Fonten er registreret i Mackeprang – Nord og Sønderjylland – Sønderjyske rankefonte – Den sydlige gruppe.
Koret blev udvidet i 1560erne med et ekstra fag, da lensmanden Thomas Sture, ejer af Gammelgård og Helvedgaard døde, og hans grav formodes at være under alteret.
Prædikestolen i ungrenæssance fra 1560'erne er formodentlig bekostet af Thomas Stures enke, Berthe Ahlefeldt, prædikestolen bærer våben for Sture og Ahlefeldt og nedertyske bibeltekster. Den stammer sandsynligvis fra samme værksted som prædikestolene i Ketting Kirke og Tandslet Kirke.
Orglet er et Demant-orgel fra 1856 med ni stemmer. Det blev hovedrepareret 1895 af Marcussen & Søn i Aabenraa. Det oprindelige værk, hvis mester ikke kendes, hørte sammen med den smukke facade, hvis topstykke bærer årstallet 1769.
Der er to kirkeskibe. Det ene er Skoleskibet Danmark, der er fremstillet af skibskaptajn Chr. Jordt, Sønderborg, der overdrog sin gave til kirken pinsedag den 9. juni 1957. Det andet skib "Anna" blev overdraget kirken søndag den 14. maj 2000, og er bygget af styrmand Hans Jørgen Kornbeck, der sejlede på Kina i årene 1844-55 og lavede modelskibet på sine frivagter.
Kirkegården har mod vest en mindemur med navnene på de 41 unge mænd fra sognet, der faldt under 1. verdenskrig. Neden for tårnet mod vest er begravet en af de faldne efter stormen på Dybbøl i 1864, en ung menig fra Padholm i Notmark Sogn.
Notmark Præstegård
Præstegården fra 1680’erne syd for kirken, blev fredet i 1945 og fremstår i dag som en af de mest interessante bygninger på Als. Stuehuset blev restaureret i 1952 og omkring 2005. Selve præstegården har oprindeligt haft beboelse, stald og lade i samme længe, men har tidligere haft flere udbygninger, som nu er borte. Specielter de smukke gamle døre med inskription m.v. over hoveddøren, samt det rig, og ofte tre tavl høje, bindingsværk.
- Mindepladsen med navnene på de 41 unge soldater
- En af mindepladerne på Mindepladsen